# Brje, Ajdovščina
Brje so naselje v Občini Ajdovščina. Naselje leži na vzpetini Vipavskih gričev, ki predstavljajo naravno povezavo med Vipavsko dolino in dolino Branice. Razgibana tla ustvarijo pokrajino z značilnimi kmetijskimi površinami in poselitvijo. Pod Brjami teče reka Vipava. Na levem bregu reke Vipave se vzpenjajo griči. Skoraj vsak grič ima svoj zaselek. Teh zaselkov je dvanajst. Ti se imenujejo Kasovlje, Nečilec, Most, Kodrovi, Pečenkovi, Martini, Mihelji, Žulji, Možin, Cinki, Furlani in najvišje ležeči zaselek Sveti Martin. Najvišja točka zaselka Sveti Martin je cerkvica Svetega Martina, v vasi Martini pa stoji cerkev, ki je posvečena slovanskima apostoloma svetemu Cirilu in Metodu.

## Zgodovina
Po padcu Zahodnega rimskega cesarstva in prekinitvi Ostrogotskega kraljestva so se na njegovem ozemlju naselili Langobardi, ki so jim okoli 6. stoletja sledili slovanskiprebivalci . Po padcu Langobardskega kraljestva so oblast prevzeli Franki ; leta 887 je Arnulf , kralj vzhodnih Frankov, ustanovil marko Kranjsko ; leta 957 je Kranjska prešla pod oblast bavarskega vojvode in nato leta 976 v novoustanovljeno vojvodino Koroško,ki jo je ustanovil cesar Oton II . Kasneje je vojvodina Koroška prešla, kot nagrada za storitve, opravljene cesarju Rudolfu I. proti Otokarju II. Češkemu , Mainardu II. Tirolsko-goriškemu ; njeno ozemlje je nato vstopilo v Goriško grofijo in pozneje, leta 1500 prešlo v Habsburžano , v Goriško in Gradiško grofijo . S Schönbrunnsko mirovno pogodbo ( 1809 ) je postala del Ilirskih provinc .  
Z Dunajskim kongresom leta 1815 se je vrnila v avstrijske roke in postala avtonomna katastrska občina  , ki je bila še vedno vključena v Goriško in Gradiško grofijo (sprva vključena v Kraljevino Ilirijo in od leta 1849 v avstrijsko obalo ). Kasneje je bilo območje združeno z občino Reifenberg ( Rihenberg ).  V tem obdobju je bilo poznano pod italijanskim toponimom Bria in slovenskim Berje ali Brje . 
Po prvi svetovni vojni je postalo del Kraljevine Italije . Toponim je bil najprej spremenjen v Brie  in nato leta 1923 v Bria dei Furlani . Istega leta je bilo mesto vključeno v deželo Furlanijo ,  spet kot del občine Rifembergo ; leta 1927 je skupaj s to občino prešla v ponovno ustanovljeno Goriško pokrajino .  
Po drugi svetovni vojni in Pariških pogodbah je država leta 1947 pripadla Jugoslaviji. Od leta 1991 je del Slovenije .
Na Brjah je bil aktiven slovenski pesnik Simon Gregorčič, ki je hodil k svoji mlajši sestri katera je bila poročena k Čebronovim. Gregorčič je po pripovedi tam rad pomagal pri kmetijskih opravilih. Lokacija je zaznamovana s spominsko ploščo. Bil je tudi eden izmed soustanoviteljev Društva vinogradnikov in vinarjev Brje, ki je z ustanovitvijo leta 1899 eno izmed najstarejših na Slovenskem. 
Cerkev svetih Cirila in Metoda, zgrajeno 1927, je načrtoval arhitekt Maks Fabiani (enako tudi kapelico na pokopališču). Notranjost pa je poslikal Tone Kralj.
Na Brjah je mladost preživljal Silvan Furlan, Slovenski režiser in ustanovitelj Slovenske kinoteke.

## Sestava
Brje so sestavljene iz dvanajst zaselkov. Kasovlje, Nečilec, Most, Kodrovi, Pečenkovi, Martini, Mihelji, Žulji, Možin, Cinki, Furlani in Sveti Martin.

## Gospodarstvo
Kraj je močno povezan z vinogradništvom in vinarstvom. Na območju kraja je v letu 2023 registriranih približno 35 pravnih subjektov s področja turizma, kovinarstva, gradbeništva, reje živali, kulturne dejavnosti. 

## Družba
Lokalno društvo Vinogradnikov in vinarjev Brje vsako leto organizira tradicionalno Martinovanje na Brjah.  
Na Brjah živi slovenski skladatelj in zborovodja Miran Rustja, ter njegova hči, pianistka, Sara Rustja Turniški. 

## Prebivalstvo
Etnična sestava 1991:
- Slovenci: 360 (98,3 %)
- Regionalno opredeljeni: 4 (1 %)
- Hrvati: 1
- Jugoslovani: 1